# Robinijeva grizlica
Robinijeva grizlica (znanstveno ime Nematus tibialis) je vrsta grizlic iz družine listaric, ki se je pred nedavnim pojavila tudi v Sloveniji, od koder je prišla iz Severne Amerike. Prvi primerek so opazili na Rožniku, 25. maja 2017.

## Opis
Odrasle grizlice dosežejo dolžino med 6 in 7 mm. Osnovna barva telesa je rumena, na hrbtu in zadku ter po glavi imajo črne proge. Oči in tipalke so črne. Noge so pretežno rumene. Prvi in drugi par nog imata temna stopala, tretji par pa ima črne goleni. Krila so prosojna z izrazitimi črnimi žilami.
Ličinke so svetlo zelene pagosenice s svetlo rjavo glavo, ki dosežejo v dolžino do 12 mm. Hranijo se z listi navadne robinije, pri čemer delajo značilne luknje v listno ploskev.